# Viewnior
Viewnior is een computerprogramma om digitale afbeeldingen te bekijken.

## Functies
- Afbeeldingen in volledigschermmodus weergeven
- GIF-ondersteuning (ook geanimeerde GIF's)
- Enkel geselecteerde afbeeldingen bekijken
- Navigatievenster
- Afbeelding instellen als bureaubladachtergrond (GNOME, Xfce en Fluxbox)
- Draaien, spiegelen, bijsnijden, opslaan en verwijderen van afbeeldingen